# D-Day, Normandie 1944
Pour plus de détails, voir Fiche technique et Distribution.
D-Day, Normandie 1944 est un documentaire français réalisé par Pascal Vuong, sorti le 6 avril 2014.

## Synopsis
Le 6 juin 1944, la plus grande opération alliée de la Seconde Guerre mondiale a commencé en Normandie.
Peu de gens savent en détail exactement pourquoi et comment, mais à partir de fin 1943 à août 1944, cette région est devenue l'endroit le plus important dans le monde.
Pourtant, c’est aussi pendant les mois qui ont précédé l’Opération Overlord, et pendant les mois d’été où elle s’est déroulée, que s’est joué le sort du monde actuel. Pas seulement de part et d’autre de la Manche mais dans le monde entier. Pas seulement grâce aux centaines de milliers de soldats alliés jetés dans la bataille mais aussi grâce aux résistants et les civils français.
Le film explore en détail comment cette opération savamment orchestrée, est devenue le plus grand rassemblement humain de tous les temps.

## Fiche technique
- Réalisation et scénario : Pascal Vuong[3]
- Musique : Franck Marchal
- Production associée : Normand McKay
- Sociétés de production : N3D LAND Films & N3D LAND Productions
- Sociétés de distribution : N3D LAND Films (France) ; 3D Entertainment Distribution Ltd. (Monde)
- Format : IMAX 3D (15/70 & Digital), IMAX 2D, IMAX Dome, Digital 4K/2K 3D & 2D
- Durée: 40 min

## Distribution
- François Cluzet : narrateur (version originale française)
- Tom Brokaw : narrateur (version américaine)

## Particularités
Le film allie plusieurs techniques cinématographiques, dont l'animation, les images de synthèse et des images aériennes et de reconstitution.
Les nouvelles générations, peuvent ainsi découvrir sous un jour nouveau comment ce débarquement a changé le monde. Explorant l'Histoire, les sciences, la stratégie militaire et la technologie, le film est à la fois pédagogique et spectaculaire.